# Villaquirán de los Infantes
Villaquirán de los Infantes è un comune spagnolo di 150 abitanti situato nella comunità autonoma di Castiglia e León.

## Località
Il comune, oltre al capoluogo, comprende le seguenti località:
- La Estación
- El Hormiguero
- Villanueva de las Carretas